# جانفرانکو رزی
جانفرانکو رُزی (ایتالیایی: Gianfranco Rosi؛ زادهٔ ۱۹۶۴) تهیه‌کننده، فیلم‌نامه‌نویس، کارگردان، و فیلم‌بردار اهل ایتالیا است.
او توانست برای فیلمِ سکرو جی. ئه‌ره. آ جایزه شیر طلایی جشنواره فیلم ونیز را در سال ۲۰۱۳ از آنِ خود کند. سکرو جی.ئه‌ره.آ اولین فیلم مستندی است که این جایزه را گرفته است.
جانفرانکو رُزی همچنین خرس طلایی جشنواره بین‌المللی فیلم برلین را برای فیلم آتش در دریا در سال ۲۰۱۶ دریافت کرد.